# Miguel Asen I da Bulgária
Miguel Asen I (em búlgaro:  Михаил Асен - Mihail Asen), também chamado de Miguel II Asen, foi o imperador da Bulgária entre 1246 e 1256. Ele era filho de João Asen II com sua terceira esposa, Irene Comnena de Epiro, filha de Teodoro I Ducas do Despotado de Epiro.

## História

Segundo Império Búlgaro entre 1241 e 1256

Miguel era ainda uma criança quando ascendeu ao trono sucedendo ao seu irmão Colomano Asen I. Assume-se que sua mãe, Irene, assumiu o governo como regente, mas há poucas evidências a favor desta hipótese. Quando as notícias de uma segunda criança soberana no trono búlgaro alcançaram os estados vizinhos da Bulgária, o Império de Niceia, o Despotado de Epiro e o Reino da Hungria invadiram a Bulgária e anexaram porções significativas de seu território. As perdas incluíam a Trácia para Niceia, a maior parte da Macedônia para o Despotado e a região de Belgrado e o Banato de Severino para a Hungria. Apesar das perdas, em 1247 a Bulgária foi forçada a apoiar Niceia contra o Império Latino.
Em 1253, o governo de Miguel firmou um tratado militar e comercial com a República de Ragusa direcionado contra Estêvão Uresis I do Reino da Sérvia. Porém, a tentativa búlgara de conquistar a Sérvia fracassou completamente.
Os búlgaros tentaram recuperar os territórios perdidos para Niceia depois da morte de João III Ducas Vatatzes em 1254. Nesta época, Miguel Asen I aproximava-se da idade adulta e ele teve a oportunidade de participar na campanha. Depois de invadir a Trácia e obter a rendição de diversas fortalezas da região do Ródope, o rápido avanço do imperador de Niceia, Teodoro II Láscaris, surpreendeu os búlgaros e Miguel Asen I acabou ferido durante uma fuga por uma floresta. No ano seguinte, o imperador búlgaro tentou retaliar com a ajuda de um exército de federados cumanos e novamente conseguiu alguns sucessos iniciais. Em 1256, porém, as hostilidades foram encerradas com uma paz que essencialmente refletia o status quo ante bellum.
As parcas fontes sobre a época deixam a impressão de que Miguel Asen I passou a maior parte do seu reinado sob a influência de uma ou outra figura da corte búlgara. Este papel coube em primeiro lugar à sua mãe, a imperatriz Irene. Na época do tratado com Ragusa em 1253, as fontes apontam o sebastocrator Pedro que havia se casado com a irmã de Miguel, Ana (ou Teodora). Os últimos anos refletem a influência de Rostislau, um príncipe russo da Casa de Chernihiv que havia se assentado na Hungria e se casado com Ana da Hungria, um filha do rei Béla IV da Hungria com Maria Lascarina do Império de Niceia, e se tornado bano da área de Belgrado. É provável que, por volta desta época, Miguel Asen I tenha se casado com uma filha (não se sabe qual) de Rostislau e, em 1256, este tenha servido como intermediário na assinatura de um tratado de paz com Niceia.
Provavelmente enfurecidos com as concessões de Miguel Asen e seu sogro neste tratado, um grupo de nobres se reuniu sob a bandeira do primo do imperador, Colomano Asen. Durante uma caçada nas proximidades da capital, Tarnovo, Colomano assassinou Miguel Asen I e usurpou-lhe o trono.